# ايميلتون بيدروسو دومينغيز
ايميلتون بيدروسو دومينغيز (28 مارس 1994 في البرازيل - ) هو لاعب كرة قدم برازيلي في مركز الهجوم. لعب مع بنيارول وريفر بليت ونادي ألبيون.

## روابط خارجية
- ايميلتون بيدروسو دومينغيز على موقع قاعدة بيانات كرة القدم.إي يو (الإنجليزية)
- ايميلتون بيدروسو دومينغيز على موقع Soccerway.com (الإنجليزية)
- ايميلتون بيدروسو دومينغيز على موقع AS.com (الإسبانية)